# مقاطعة ماكنتوش (داكوتا الشمالية)
ماكنتوش (بالإنجليزية: McIntosh)‏ هي إحدى مقاطعات ولاية داكوتا الشمالية في الولايات المتحدة الأمريكية.